# Veljko Kovačević
Kovačević Jeremije Veljko (Grahovo, Nikšić, Crna Gora, 19. prosinca 1912. – Beograd, SRJ, 1994.), komunist, španjolski borac, partizan.

## Životopis
Rođen je 19. prosinca 1912. godine u Grahovu, kod Nikšića. Osnovnu školu je završio u Grahovu, četiri razreda gimnazije u Nikšiću, a zatim se upisao u učiteljsku školu u Cetinju, u kojoj je maturirao 1937. godine. Poslije završene učiteljske škole upisao se na Filozofski fakultet Zagrebačkog sveučilišta, gdje se uključio u revolucionarni studentski pokret i sudjelovao u njegovim akcijama.
Godine 1937., sa skupinom Jugoslavena-dragovoljaca, otišao je u Španjolsku da se bori protiv fašizma. U sastavu Internacionalne brigade Španjolske republikanske vojske, kao borac i zapovjednik voda, borio se na raznim frontama Španjolske od 1937. do 1939. godine. U Španjolskoj je, u borbi kod Castellana, 14. lipnja 1938. godine, teško ranjen. U članstvo Komunističke partije Jugoslvije primljen je 1938. godine. Poslije povlačenja internacionalnih brigada iz Španjolske, proveo je više od dvije godine u koncentracijskim logorima Francuske - Sanit Cyprienu, Giersu, Verneu i Camp de Milleu.
Iz logora u Francuskoj pobjegao je u proljeće 1941. godine i došao u okupiranu Jugoslaviju, gdje se u kolovozu uključio u rad na daljnjem širenju i razvijanju oružanog ustanka. Radio je na organiziranju ustanka i formiranju prvih partizanskih postrojbi u Gorskom kotaru i Hrvatskom primorju.
Tijekom Narodnooslobodilačkog rata vršio je sljedeće funkcije:
- zapovjednik Primorskogoranskog partizanskog odreda i član Okružnog komiteta KP Hrvatske za Hrvatsko primorje - od početka listopada 1941. do 4. svibnja 1942. godine
- zapovjednik Pete operativne zone (Hrvatsko primorje, Gorski kotar i Istra) Glavnog štaba NOV-a i PO-a Hrvatske - od 4. svibnja 1942. do 22. travnja 1943. godine
- zapovjednik Trinaeste primorsko-goranske divizije - od 22. travnja 1943. do svibnja 1944. godine
- radio u Glavnom štabu NOV-a i PO-a Hrvatske - od svibnja do srpnja 1944. godine
- zapovjednik 40. slavonske divizije - od sredine srpnja 1944. do kraja prosinca 1944. godine
- zapovjednik Šestog udarnog korpusa- od kraja prosinca 1944. do 15. travnja 1945. godine, kada je bio teško ranjen kod Našica

Tijekom cijelog rata bio je član Glavnog štaba NOV-a i PO-a Hrvatske.
Poslije rata, bio je zapovjednik Tenkovske armije, Tenkovskih i motoriziranih postrojbi JNA, zapovjednik Sedme i Treće armijske oblasti i pomoćnik saveznog tajnika za narodnu obranu. U periodu od 1950. do 1952. godine završio je Višu vojnu akademiju JNA. 
Bio je i aktivan društveno-politički radnik, dva puta je biran za saveznog narodnog poslanika za kotar Ogulin. Na Osmom kongresu SKJ bio je izabran za člana CK SKJ, bio je član Opunomoćstva CK SKJ za JNA i jedan od njegovih tajnika. Bio je član Savjeta federacije SFRJ.
Iz braka sa suprugom Ines, imao je tri kćerke: Nadu, Biljanu i Jelenu. Njegova kćerka Biljana Kovačević-Vučo bila je predsjednica Komiteta pravnika za ljudska prava (YUCOM). 
Tragično je preminuo 24. svibnja 1994. godine u Beogradu i sahranjen je u Aleji narodnih herojana Novom groblju.

## Djela
- "Neka iskustva iz borbi u Hrvatskom primorju i Gorskom kotaru",
- "Dani koji ne zalaze",
- "U rovovima Španije",
- "Kapelski kresovi",
- "Mlada šuma",
- "Barunica",
- "Humka",
- "Vrtlog",
- "Gavrijada”